# Erich Brenter

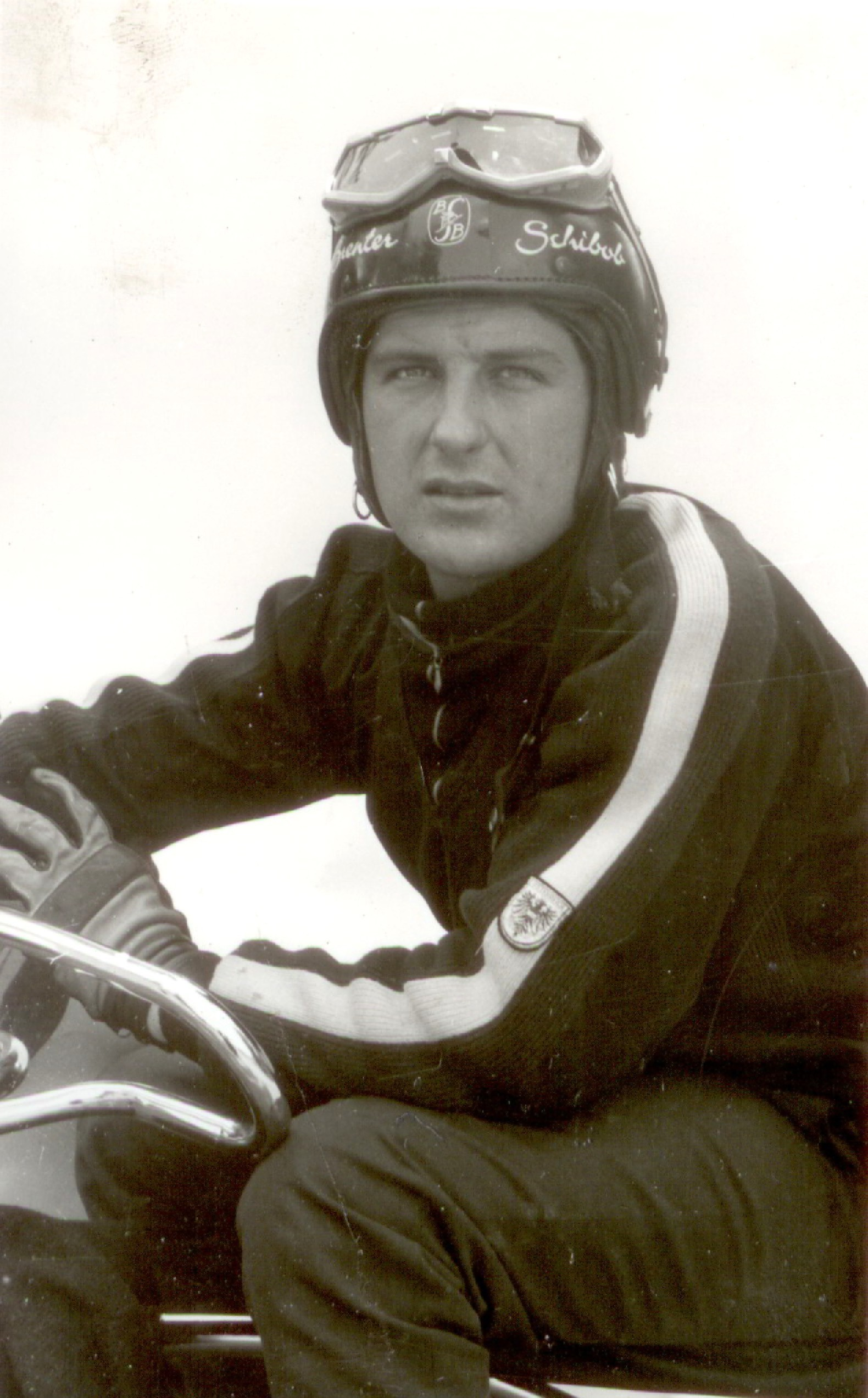
Erich Brenter

Erich Brenter (* 23. Februar 1941; † 2. April 2024 in Oberndorf bei Salzburg) war ein österreichischer Skibobsportler und Unternehmer.

## Leben
Erich Brenter, der Sohn des Skibob-Erfinders Engelbert Brenter, übernahm 1967 den väterlichen Betrieb und baute die kleine Skibob-Manufaktur zu einem Industriebetrieb aus.

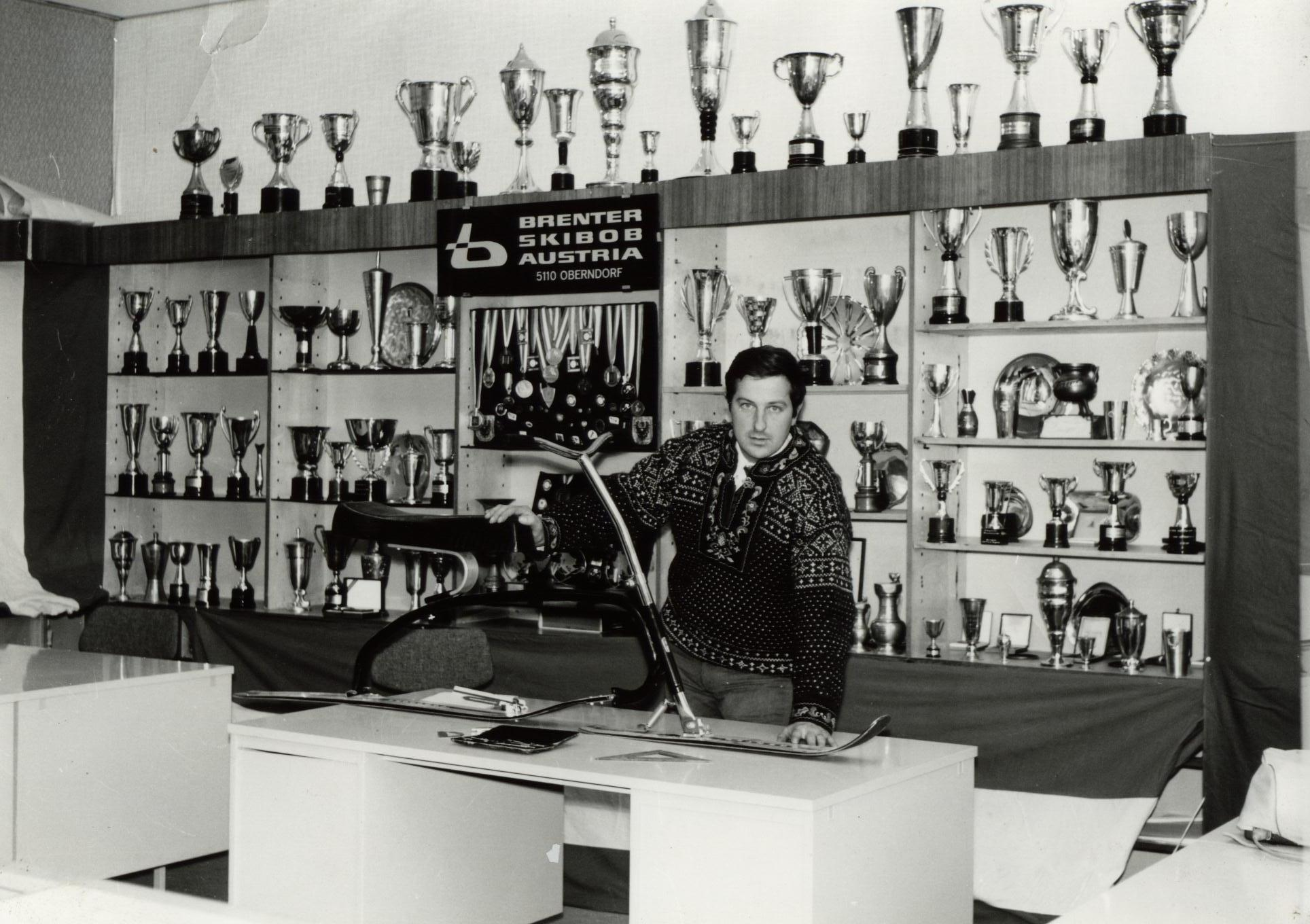
1971 - Erich Brenter 1971

1964 stellte der junge Maschinenbautechniker in Cervinia (Italien) auf einem original Holzskibob seines Vaters den Weltgeschwindigkeitsrekord mit 166 km/h auf; dies brachte ihm einen Eintrag im Guinness-Buch der Rekorde. Sein Rekord wurde für mehr als 30 Jahre von keinem anderen Fahrer überboten. Neben diesem Weltrekord war Erich einer der erfolgreichsten Skibobrennfahrer der 1960er-Jahre.

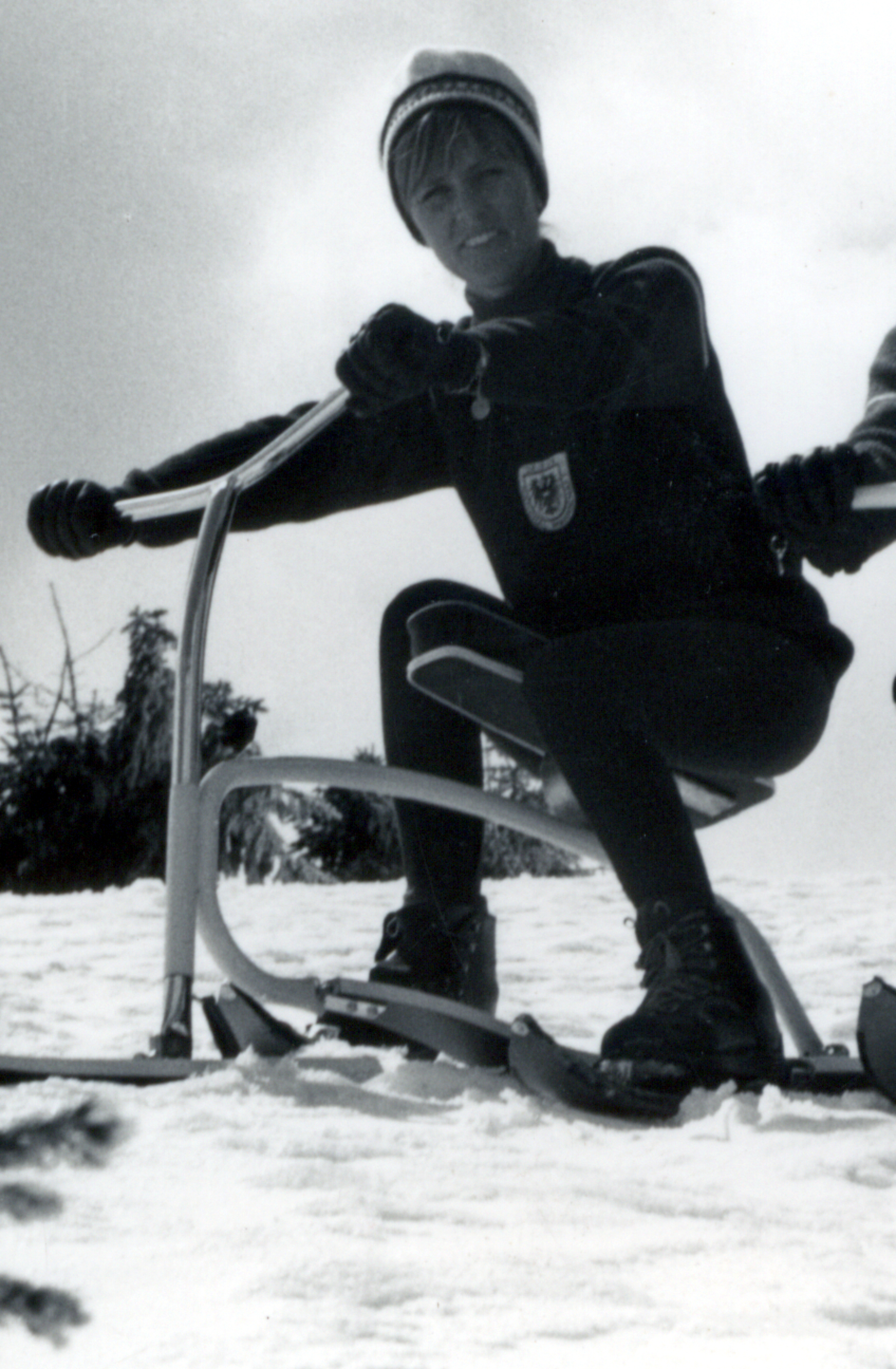
Ranheid Brenter 1972 auf einem Brenter Skibob Commodore (Skibob, Snowbike, Skibike)

Beim Rennsport lernte Erich auch seine norwegische Frau Ranheid kennen. Diese war ebenfalls eine erfolgreiche Rennläuferin und ist seit 1968 im Unternehmen ihres Gatten für die Finanzen zuständig.

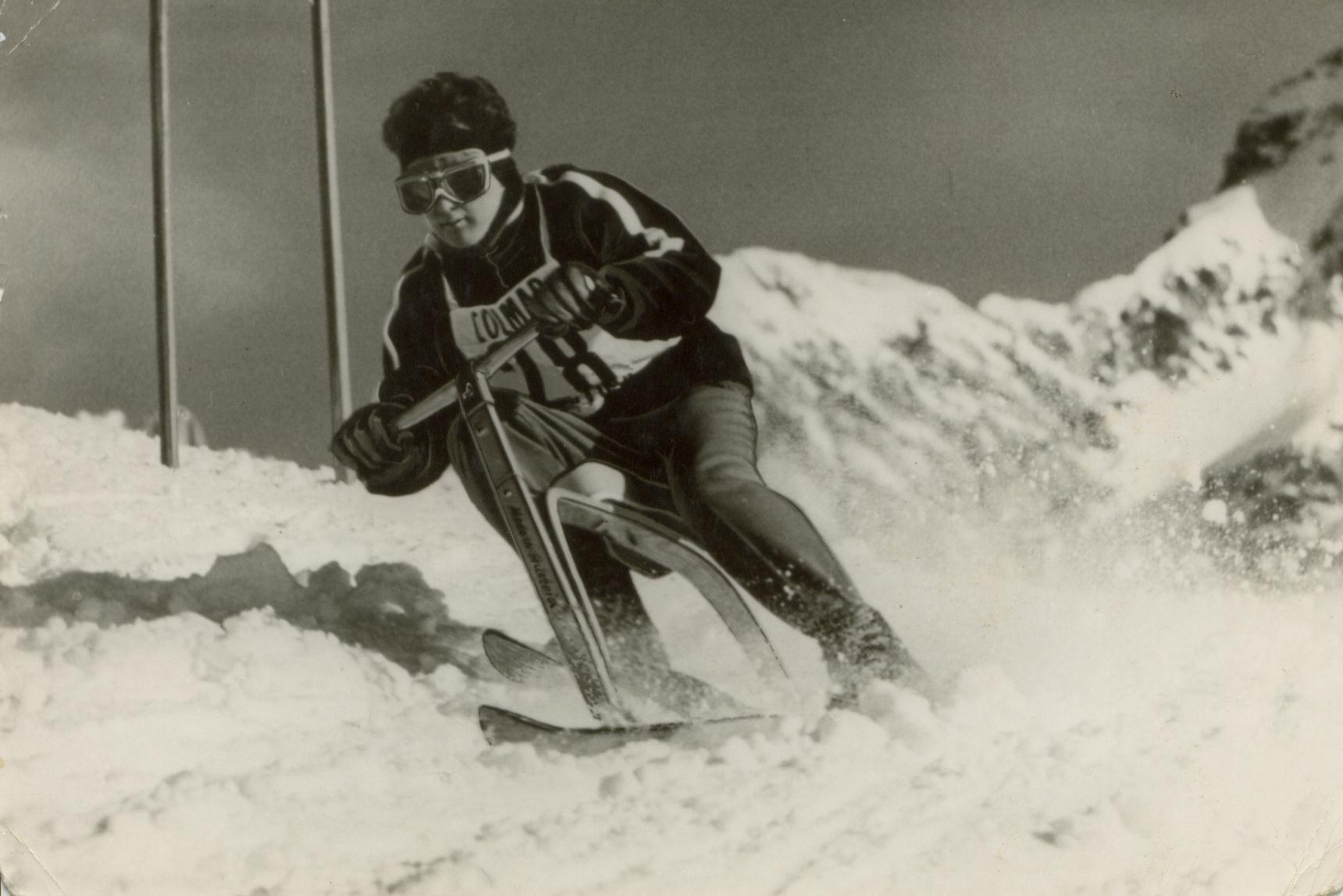
1965 - Erich Brenter Erster Abfahrts-Europameister

1965 wurde Erich Brenter der erste Skibob Abfahrts-Europameister der Skibobgeschichte. Bei den ersten Weltmeisterschaften in Bad Hofgastein gewann er jeweils die Bronzemedaille im Riesenslalom und in der Kombinationswertung.

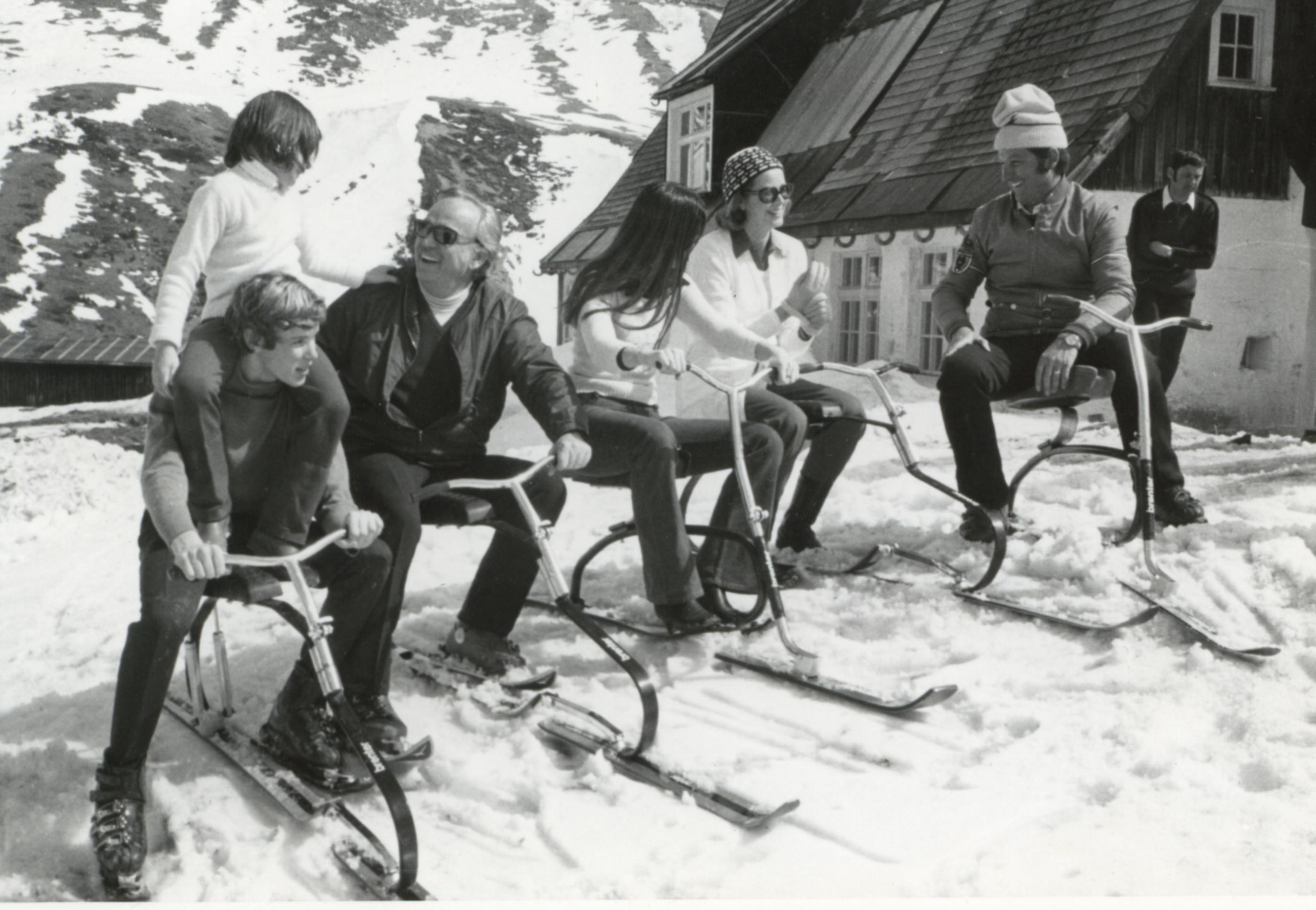
1973 - grimaldi

Prominente Schüler wie die Fürstenfamilie von Monaco (Fürstin Gracia Patricia, Fürst Rainier, Prinz Albert, Prinzessin Caroline und Prinzessin Stéphanie), die Fürstenbergs, Formel-1-Rennfahrer sowie viele weitere Stars aus Sport, Politik und der High Society zählten zu den Skibob-Schülern von Erich Brenter.
2003 übergab Erich Brenter die Führung des Familienunternehmens an seine beiden Söhne.

## Belege
1. ↑   Erich Brenter (83), † 02. April 2024, Oberndorf bei Salzburg. Website der Salzburger Nachrichten.
2. ↑  Joachim Glaser: Von der Geburtsstunde des Brenter-Skibobs Salzburger Nachrichten, 29. Februar 2016

| Personendaten    | Personendaten                                 |
| ---------------- | --------------------------------------------- |
| NAME             | Brenter, Erich                                |
| KURZBESCHREIBUNG | österreichischer Skibobfahrer und Unternehmer |
| GEBURTSDATUM     | 23. Februar 1941                              |
| STERBEDATUM      | 2. April 2024                                 |
| STERBEORT        | Oberndorf bei Salzburg                        |